# 李栻 (萬曆進士)
李栻（1580年—1631年），字克儼，号懷藍，福建安溪感化里人，明朝政治人物，進士出身。

## 生平
萬曆二十八年（1600年）庚子科福建鄉試舉人，四十一年（1613年），李栻中癸丑科二甲第六十五名進士，初授刑曹主事，數評冤案。后升扬州府知府，治漕理盐，體恤百姓。天啓元年（1621年）春，丁母周太淑人艰，服除，復補潮州府知府，升廣東按察司副使、高肇兵备道，晋本省参政，分守端州道，秩满，崇祯四年（1631年）九月升爲雲南按察使，征讨土酋普名聲，負責督饷軍務，本年十一月死於任上，享年五十二。著有《趋对易说》及《武书撮要》。

## 家族
曾祖直斋公。祖父月峰公，贈參政。父中藍公，府通判、贈參政。
五子：李日燁（乙丑進士）、李日熀、李日煌、李日煋、李日焜，孙李国绅。